# Элиза Санчес Лорига и Марсела Грасия Ибеас

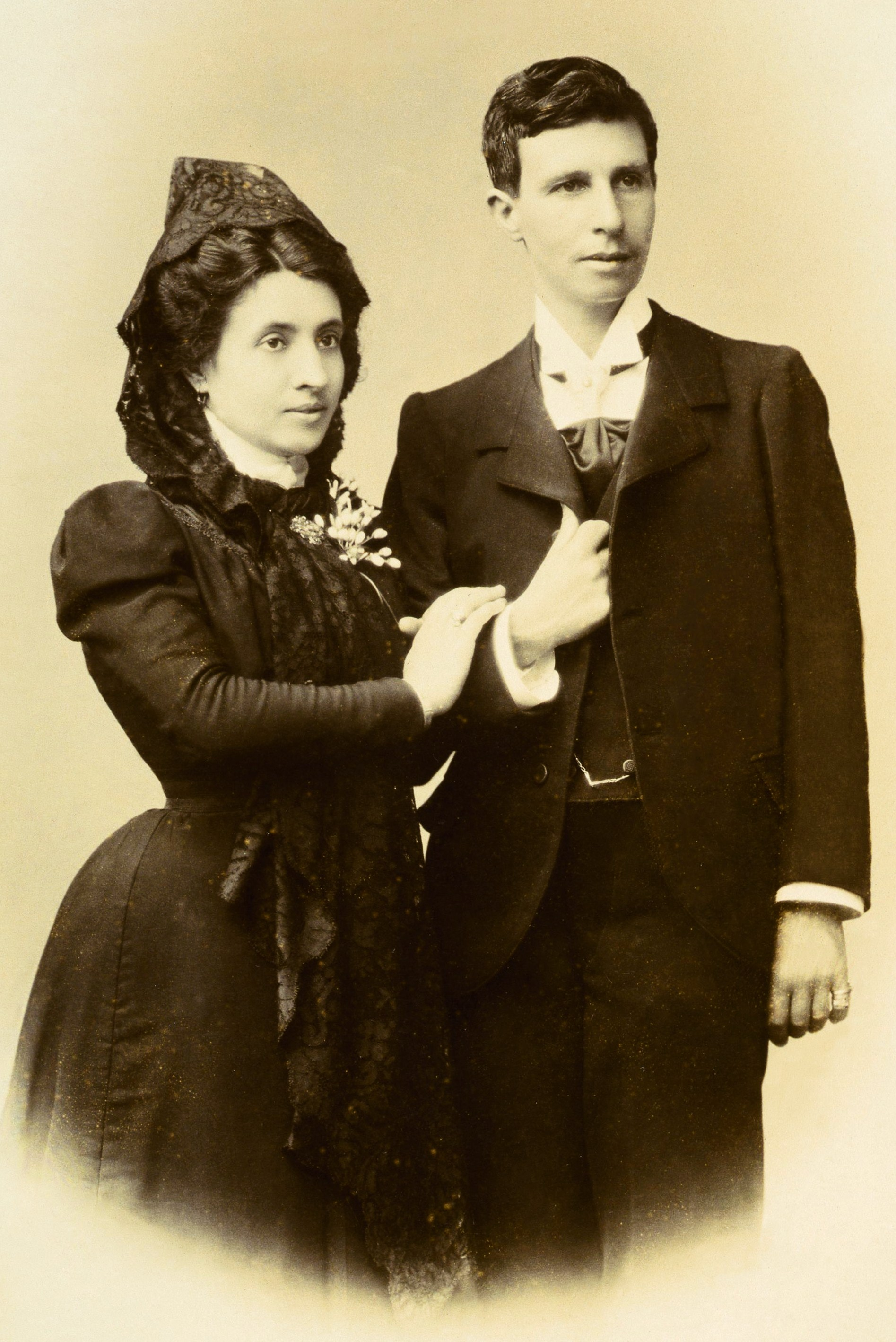
Марсела и Элиза (справа) после свадьбы

Элиза Санчес Лорига и Марсела Грасия Ибеас — две испанские учительницы, заключившие 8 июня 1901 года первый известный однополый брак в истории своей страны. Для этого одна из женщин представилась мужчиной. История получила большую огласку в Испании и мире, в результате чего Элиза и Марсела провели оставшуюся часть жизни в бегах. Несмотря на огласку и последовавший скандал брак девушек не был аннулирован.

## Начало отношений
Элиза и Марсела встретились в середине 1880-х годов на педагогических курсах в галисийском городе Ла-Корунье, где обе проходили обучение на учителей младшей школы. Марселе было тогда 18 лет, а Элизе — 23 года. Они сразу стали близкими подругами, а вскоре полюбили друг друга. Однако родители Марселы узнали про отношения девушек и, опасаясь скандала, отправили дочь в Мадрид, где та окончила обучение 4 месяца спустя.
После получения диплома Элиза стала работать учителем в Кусо в муниципалитете Користанко, а Марсела — в деревне Кало муниципалитета Вимьянсо. Эти школы находились рядом и девушки продолжили встречаться. Начиная с 1888 года они стали жить вместе. При этом девушки имели хорошую репутацию, возможно, по той причине, что держали характер своей связи в тайне. То, что они живут вместе, легко объяснялось маленькой зарплатой учителей в те времена.

## Заключение брака

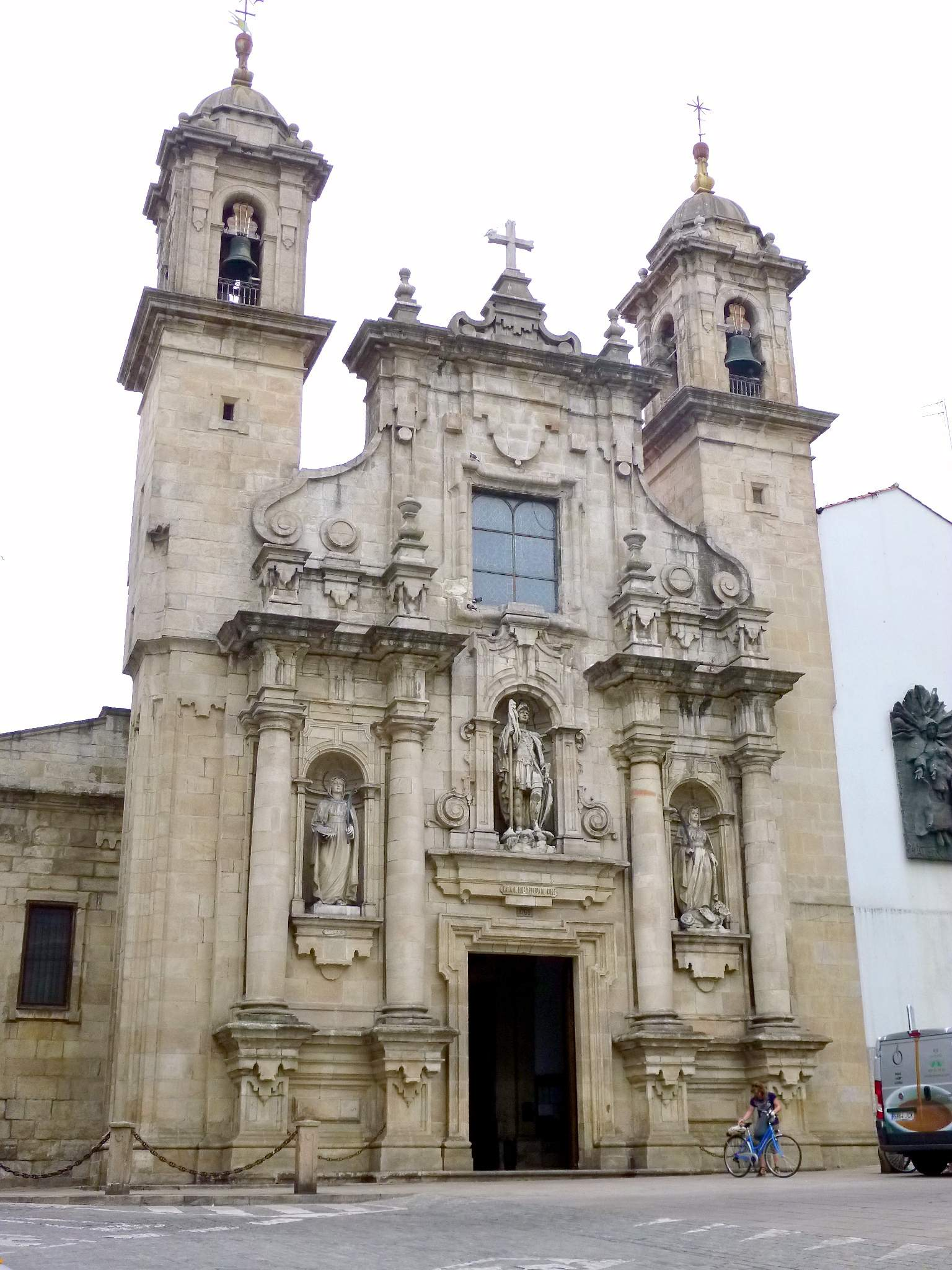
Церковь Сан-Хорхе.

После более десяти лет совместной жизни пара решила заключить брак. Для этого они разработали хитрый план. Девушки сообщили всем, что расстались. А Марсела, которая была в тот момент беременной, объявила о своей свадьбе с кузеном Элизы. Однако на самом деле родственник Элизы задолго до этого погиб в кораблекрушении, а девушка приняла на себя роль кузена. Она коротко подстриглась, надела мужскую одежду и перевоплотилась в Марио. Согласно придуманной биографии, он вырос в Лондоне в семье отца-атеиста.
Священник церкви Сан-Хорхе отец Виктор Кортьелла крестил Марио 26 мая 1901 года, тем самым удостоверив его как мужчину. А 8 июня он обвенчал Марио-Элизу и Марселу. Церемония была короткой и скромной, но новобрачные были довольны.

## Последующая жизнь

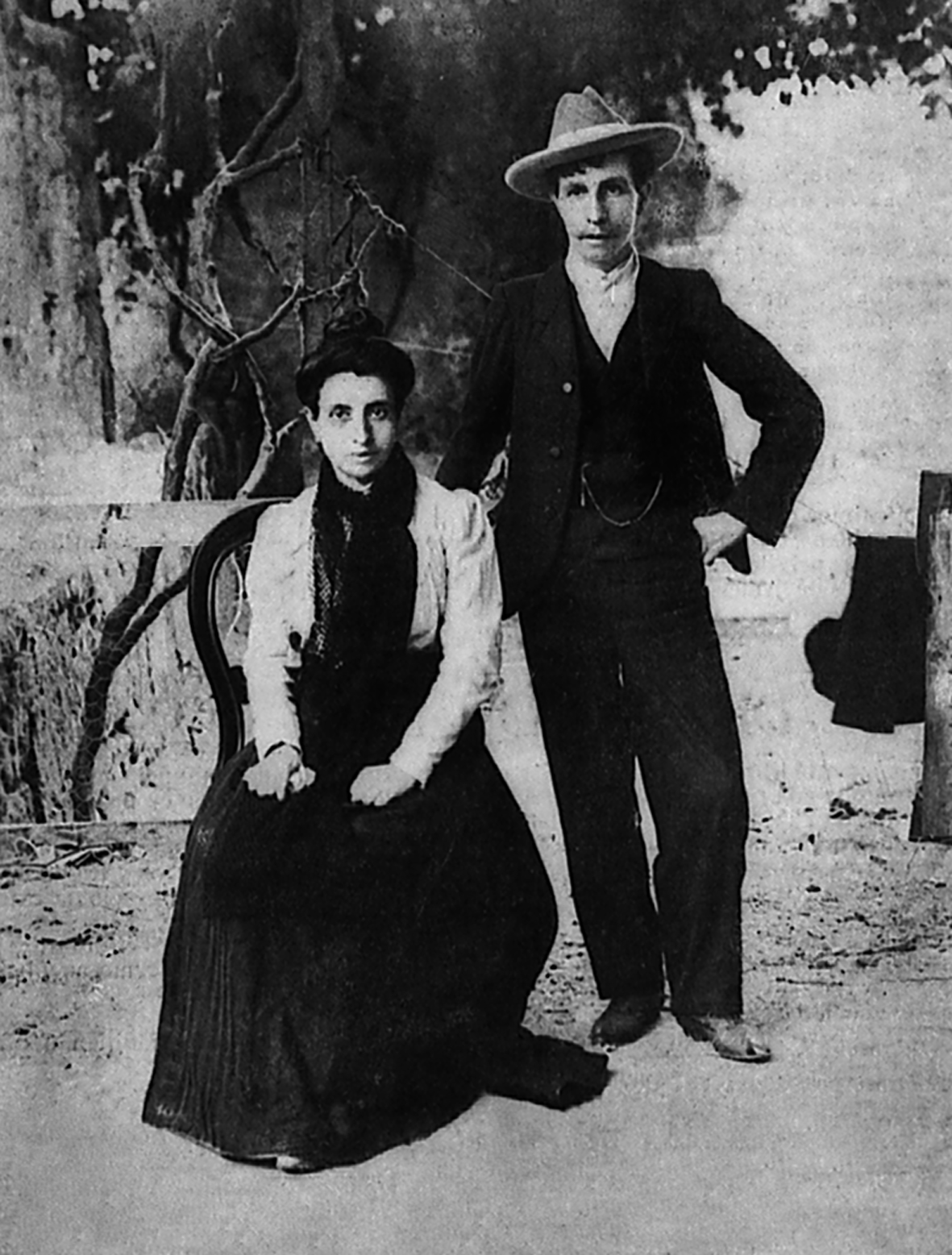
Марсела и Элиза (справа) после ареста в Португалии.

Счастье супругов продлилось недолго. Соседи донесли властям о подлоге, поскольку знали пару до перевоплощения Элизы. А вскоре газеты растиражировали новость о «свадьбе без жениха» на всю Испанию. Эта история также привлекла внимание прессы и в других странах (например, Бельгии, Франции, Аргентине). Девушки были уволены с работы, они подверглись общественной обструкции, в их адрес поступали угрозы, а полиция завела на них уголовное дело о фальсификации документов.
Опасаясь ареста, пара была вынуждена бежать в Португалию. Там они продолжат изображать разнополую семью, а Элиза примет имя Пепе. Однако испанские власти начали добиваться их экстрадиции. В результате полиция Португалии арестовала их 18 августа 1901 года, а на следующее утро вся страна знала о случившемся скандале. В ходе принудительного медицинского освидетельствования Элиза была признана женщиной. В португальском обществе началась кампания в защиту арестанток. В итоге суд освободил их после 13 дней ареста. 6 января 1902 года Марсела родила дочь. В этом же году молодая семья вынужденно эмигрировала в Аргентину. В Буэнос-Айресе Элиза взяла имя Мария, а Марсела — Кармен. В новой стране женщины работали горничными и испытывали финансовые трудности. В попытке исправить ситуацию Элиза вышла замуж за богатого датчанина Кристиана Херсена, который был старше её на 24 года. Поскольку Элиза отказывалась делить постель с мужем, то он заподозрил её в мошенничестве и вскоре узнал предыдущую историю её жизни. Он подал в суд, требуя аннулировать брак. Скандал получил огласку, но в итоге суд решил, что брак законен. Что происходило с парой после 1904 года, неизвестно. Согласно заметке в одной мексиканской газете, Элиза якобы покончила с собой в Веракрусе в 1909 году; согласно другим свидетельствам, она умерла от рака в 1940 году в Буэнос-Айресе.

## В культуре
В 1902 году испанский писатель Фелипе Триго написал книгу «Жажда любви» («исп. La sed de amar»), в которой автор пересказал историю двух женщин, изменив их имена на Розу и Клаудию.
В 2008 году историком Нарсисо де Габриэлем была издана книга на галисийском языке, посвящённая жизнеописанию двух женщин. В 2010 году вышло дополненное издание на испанском.
В 2018 году за экранизацию этой истории любви взялась режиссёр Изабель Койшет.